# Мокраћовод
Мокраћовод (ureter) је парни цевасти орган, који спроводи дефинитивно уобличену мокраћу из бубрега у мокраћну бешику. Код одраслих особа просечна дужина мокраћовода износи 24-34cm, а пречник око 5mm. Као и остали делови мокраћних путева, и овај орган има искључиво кондукторну улогу, односно не утиче на волумен и састав урина.
Мокраћовод полази од бубрежне карлице, спушта се низ ретроперитонеални простор трбушне дупље и улази у малу карлицу, где се завршава уливањем у мокраћну бешику. Према томе, на њему се разликују трбушни (pars abdominalis) и карлични део (pars pelvina). Границу између ових делова чини тзв. терминална (гранична) линија. Приликом уласка у карличну дупљу мокраћовод образује граничну кривину (flexura marginalis ureteris) и у том суженом делу може да се заустави бубрежни камен. Кривина мокраћовода се пројектује на предњем трбушном зиду у пределу Халеове топографске тачке.
Мокраћоводи пролазе кроз зид бешике укосо. Приликом растезања зида мокраћне бешике, набор њене слузнице делује као валвула и спречава враћање (рефлукс) урина ка уретерима и евентуално ширење инфекције из бешике према бубрезима.

## Грађа
Зид мокраћовода је грађен од три слоја, који се настављају на одговарајуће слојеве бубрежне карлице и мокраћне бешике. То су: слузница, мишићни слој и спољни везивни слој (адвентиција).
Слузница (tunica mucosa) је прекривена прелазним епителом (уротелом), који је непропустан за воду и електролите. Испод њега се налази lamina propria, слој растреситог везива који садржи велики број ћелија и ретке лимфне чвориће.
Мишићни слој (tunica muscularis) граде у проксималном делу два, а у дисталном три подслоја спирално распоређених снопова глатких мишићних ћелија. То су унутрашњи (лонгитудинални), средњи (циркуларни) и у дисталном делу спољашњи (лонгитудинални) подслој. Перисталтички покрети мишићног слоја имају пресудну улогу у кретању мокраће ка бешици, док је утицај силе гравитације од секундарног значаја. Покрете иницира мишићни прстен који се налази око папила у бубрежним чашицама и који својом контракцијом истискује мокраћу, а назива се предводник перисталтике.
Спољашњи везивни слој (tunica adventitia) се састоји од растреситог везивног ткива богатог масним ћелијама (адипоцитима), крвним и лимфним судовима и нервима.